# Cuthonella
Cuthonella is een geslacht van weekdieren uit de klasse van de Gastropoda (slakken).

## Soorten
- Cuthonella abyssicola Bergh, 1884
- Cuthonella berghi Friele, 1903
- Cuthonella cocoachroma (Williams & Gosliner, 1979)
- Cuthonella concinna (Alder & Hancock, 1843)
- Cuthonella elenae Martynov, 2000
- Cuthonella elioti (Odhner, 1944)
- Cuthonella ferruginea Friele, 1903
- Cuthonella hiemalis (Roginskaya, 1987)
- Cuthonella modesta Eliot, 1907
- Cuthonella norvegica Odhner, 1929
- Cuthonella osyoro (Baba, 1940)
- Cuthonella punicea (Millen, 1986)
- Cuthonella soboli Martynov, 1992

### Synoniemen
- Cuthonella antarctica Eliot, 1907 => Cuthona elioti Odhner, 1944 => Cuthonella elioti (Odhner, 1944)
- Cuthonella paradoxa Eliot, 1907 => Guyvalvoria paradoxa (Eliot, 1907)